# Басала-Мазана, Бьенвеню
Бьенвеню Басала-Мазана (нем. Bienvenue Basala-Mazana; родился 2 января 1992 года в Бонне, Германия) — немецкий футболист, защитник.

## Клубная карьера
Свою футбольную карьеру Бьенвеню начал в возрасте семи лет в клубе «Рингсдорфф Годесберг». В 2004 году он перешёл в молодёжную команду «Кёльна».
8 августа 2009 года Басала-Мазана провёл первый матч за вторую команду кёльнцев, выступавшую в Региональной лиге «Запад». В сезоне 2010/11 Бьенвеню был включён в заявку основной команды, но ни одного матча не провёл, продолжая выступать за резерв.
Летом 2011 года защитник был отдан в аренду в клуб Австрийской Бундеслиги «Рид». За австрийцев Бьенвеню дебютировал 16 июля 2011 года в игре против Штурма из Граца. 28 июля Басала-Мазана дебютировал в еврокубках в Третьем квалификационном раунде Лиги Европы УЕФА против датского «Брондбю». За сезон в австрийской команде Бьенвеню принял участие в 27 встречах.
В рамках подготовки к сезону 2012/13 Хольгер Станиславски, главный тренер «Кёльна», привлекал Бьенвеню к тренировочным сборам, однако в дальнейшем снова был переведён во вторую команду.
Летом 2014 года Бьенвеню покинул «Кёльн» и стал свободным агентом.

## Карьера в сборной
Бьенвеню выступал за различные юношеские сборные Германии. В 2009 году выиграл домашний юношеский Чемпионат Европы среди команд до 17 лет. На турнире провёл без замен все 5 матчей своей сборной, в том числе и в финале против сборной Нидерландов. В полуфинальной игре против итальянцев отметился забитым голом.
В 2009 году Басала-Мазана также принимал участие в юношеском чемпионате мира в Нигерии. Сыграл на турнире 4 матча. В 1/8 финала немцы уступили будущим победителям турнира, швейцарцам.

## Личная жизнь
Младший брат Бьенвеню, Кевин Басала, также занимается футболом и играет за молодёжную команду «Карлсруэ».

## Достижения
Германия (до 17):
- Чемпион Европы среди юношей до 17 лет: 2009